# Joel Hofer
Joel Hofer (Winnipeg, Manitoba, 30 de julio de 2000) es un jugador profesional canadiense de hockey sobre hielo que se desempeña en la posición de guardameta en St. Louis Blues, equipo de la National Hockey League (NHL).

## Carrera
Fue seleccionado en la cuarta ronda en la NHL Entry Draft de 2018. En 2021 hizo su debut profesional con el equipo St. Louis Blues, donde lleva jugando tres temporadas.